# Internationaler Tag der Gebärdensprache

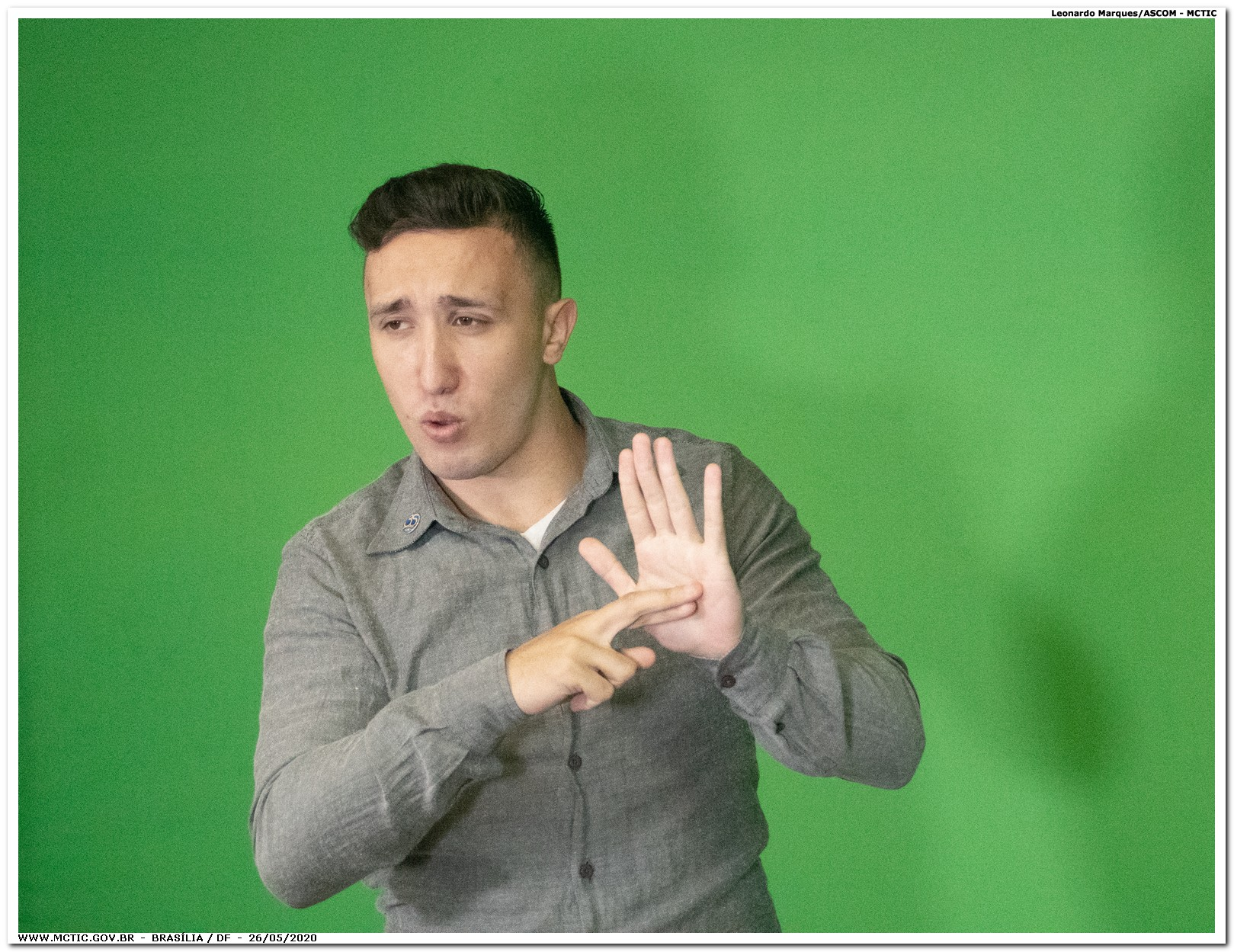
Offizielles Logo des Internationalen Tages der Gebärdensprachen

Der Internationale Tag der Gebärdensprachen (englisch International Day of Sign Languages) ist ein Aktionstag, der jährlich am 23. September stattfindet. Am 19. Dezember 2017 erklärte die UN-Generalversammlung den 23. September zum Internationalen Tag der Gebärdensprachen. 
Er wurde auf den 23. September 2018 als ersten Jahrestag auf Anregung des Weltverband der Gehörlosen (WFD) durch die Vereinten Nationen offiziell bestätigt. Man legte sich auf diesen Tag fest, weil der WFD am 23. September 1951 gegründet wurde.

## Deutschland
In Deutschland wird der seit Mitte der 1970er Jahre begangen. Die regionalen Gehörlosen-Verbände veranstalten anlässlich des Tages der Gehörlosen häufig jeweils einen Aktionstag, der meist an verschiedenen Samstagen im September und Oktober stattfindet. Sie nehmen ihn jährlich zum Anlass, um auf die Situation der bundesweit ca. 80.000 gehörlosen Menschen aufmerksam zu machen und für die Gebärdensprache zu werben.